# Erdorf (Bitburg)

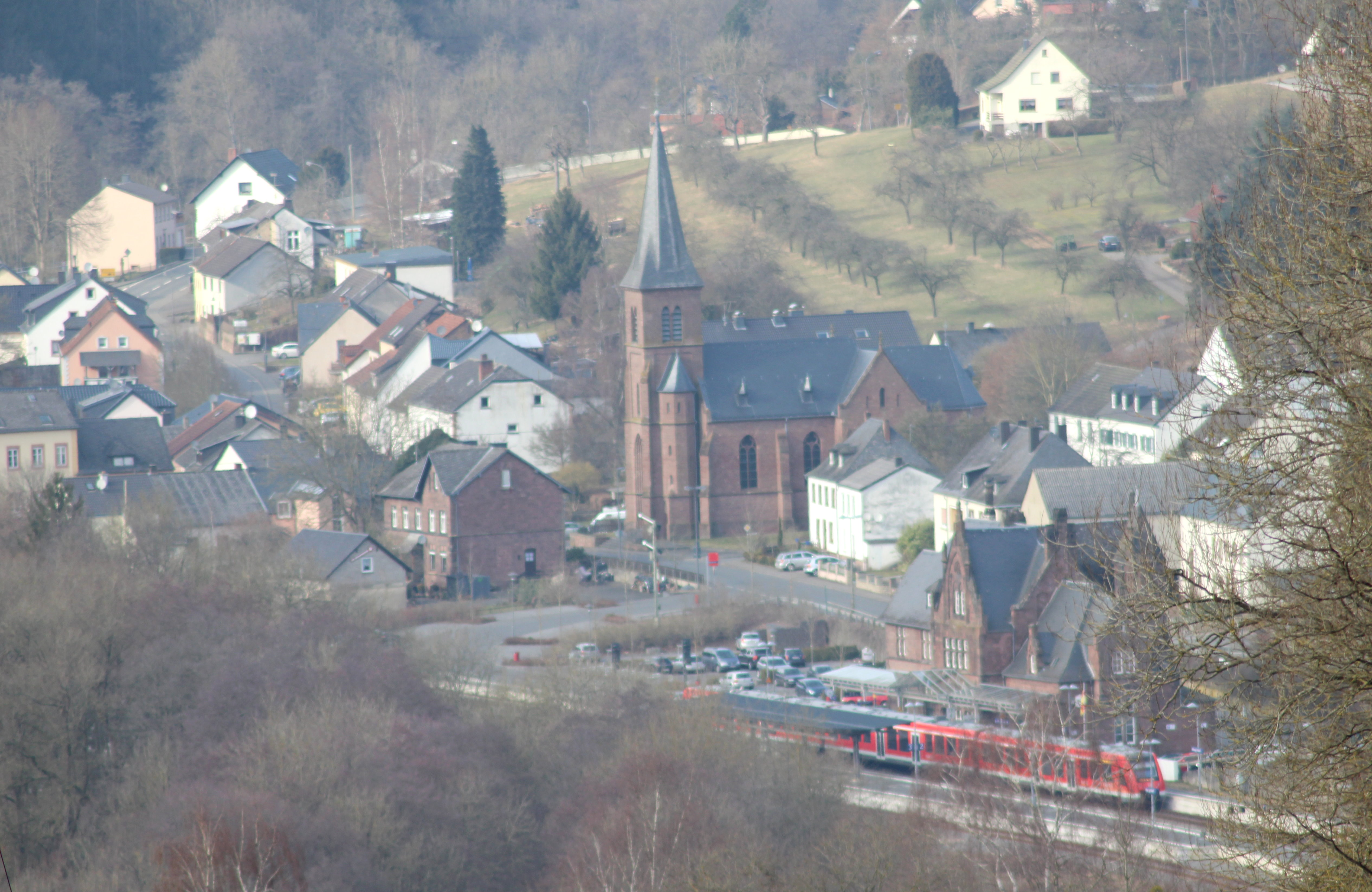
Erdorf bei Bitburg

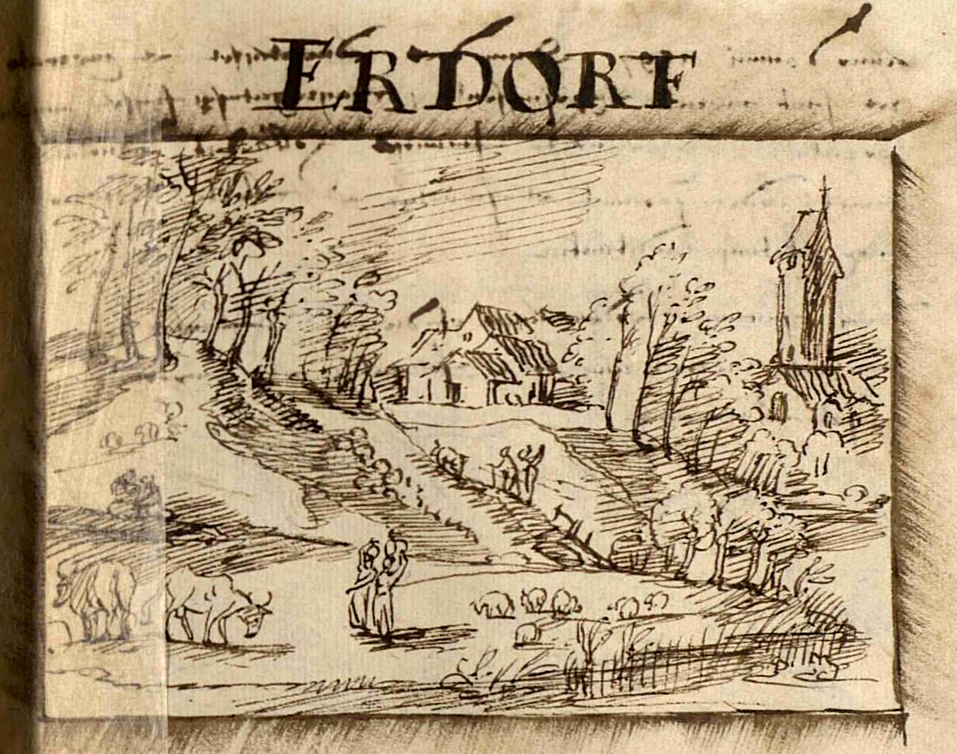
Erdorf, Jean Bertels 1597

Erdorf ist ein Stadtteil (Ortsbezirk) von Bitburg im Eifelkreis Bitburg-Prüm in Rheinland-Pfalz. Bis zur Eingemeindung am 7. Juni 1969 war Erdorf eine eigenständige Gemeinde.

## Geographie
Der Ort liegt in der Südeifel etwa sechs Kilometer nordöstlich des Bitburger Zentrums im Kylltal.

## Geschichte
Ein Abt der Prümer Abtei (Abt Urold 1010–1018) war es, der Erdorf zum ersten Mal namentlich erwähnte, als er einen Hof zu Erdorf und Nutzungsrechte im nahe gelegenen Kyllwald erwähnte.
In einer Schenkungsurkunde wird gegen 1100 n. Chr. erwähnt, dass ein gewisser Weezel dem Kloster Prüm ein herrschaftliches Haus bei Erdorf schenkte. Es war ein einsames Gut im mächtigen Kyllwald und nicht leicht zu finden. Daher stammt auch die ländläufige Deutung des Namens Erdorf „Irrdorf“, in dessen Nähe man sich in den ausgedehnten Wäldern verirren konnte.
Ein Hof in Eredorf befand sich unter dem Stift St. Marien in Prüm gehörigen Gütern und ist als solcher in der Bestätigungsurkunde des Abtes Alberto von Prüm v. J. 1136 aufgeführt.
Um 1300 n. Chr. war bereits eine Kirche vorhanden, deren einzige Einkünfte aus der Hebung des Brückenzolls bestanden.
Graf Franz von Taxis errichtete 1516 eine Poststrecke im Auftrag von Kaiser Maximilian I., die von Brüssel nach Wien und über die Kylltalbrücke in Erdorf führte.
Um 1600 n. Chr. wütete die Pest auch in Erdorf. Es überlebten nur ein Mann und zwei Frauen.
In der Zeit unter Kaiser Napoleon gehörte Erdorf zum Bistum Metz und wurde im Jahre 1803 zur selbstständigen Pfarrei erhoben. 1897 fand die Grundsteinlegung für den Neubau der Pfarrkirche statt.
Die Aufwärtsentwicklung Erdorfs prägte der Bau der Kylltaleisenbahn im Jahre 1870.
Am 1. Juni 1871 war die gesamte Strecke fertiggestellt, musste dann aber zunächst für die rückflutenden Truppen aus dem Deutsch-Französischen Krieg freigehalten werden. Erdorf wurde zum Hauptumschlagsplatz für die ganze Westeifel.
Im Jahre 1910 erfolgte dann der Bau der Zweigstrecke nach Bitburg.
Im Ersten und Zweiten Weltkrieg dienten die Eifelbahnstrecke als auch die Nebenstrecke über Bitburg der Beförderung von Truppen-, Nachschub- und Materialtransporten.
Im Rahmen einer größeren Verwaltungsreform wurde am 6. Juni 1969 die selbstständige Gemeinde Erdorf aufgelöst und am 7. Juni 1969 der Stadt Bitburg angegliedert. Nach der Eingemeindung erhielt der Ort von der Bezirksregierung Trier die offizielle Bezeichnung Bitburg-Erdorf. Die zuständige Gemeindeverwaltung ist seither die Stadtverwaltung Bitburg.

## Politik

### Ortsbezirk
Erdorf ist gemäß Hauptsatzung einer von sechs Ortsbezirken der Stadt Bitburg. Der Ortsbezirk umfasst das Gebiet der ehemaligen Gemeinde. Die Interessen des Ortsbezirks werden durch einen Ortsbeirat und durch einen Ortsvorsteher vertreten.

### Ortsbeirat
Der Ortsbeirat besteht aus elf Mitgliedern, die bei der Kommunalwahl am 9. Juni 2024 in einer personalisierten Verhältniswahl gewählt wurden, und dem ehrenamtlichen Ortsvorsteher als Vorsitzendem.
Die Sitzverteilung:
| Wahl | SPD | CDU | FW | LS (*1) | FBL (*2) | Gesamt   |
| ---- | --- | --- | -- | ------- | -------- | -------- |
| 2024 | –   | 3   | 5  | –       | 3        | 11 Sitze |
| 2019 | –   | 6   | –  | 1       | 4        | 11 Sitze |
| 2014 | 2   | 6   | –  | 2       | 1        | 11 Sitze |
| 2009 | 1   | 6   | –  | 1       | 3        | 11 Sitze |
| 2004 | 2   | 4   | –  | 1       | 4        | 11 Sitze |

### Ortsvorsteher
Werner Becker (CDU) wurde 2009 Ortsvorsteher von Erdorf. Bei der Direktwahl am 26. Mai 2019 wurde er mit einem Stimmenanteil von 90,23 % und am 9. Juni 2024 als einziger Bewerber mit 92,2 % jeweils für weitere fünf Jahre in seinem Amt bestätigt.
Beckers Vorgänger Johann Schmitz hatte das Amt von 2004 bis 2009 ausgeübt.

## Kultur und Sehenswürdigkeiten

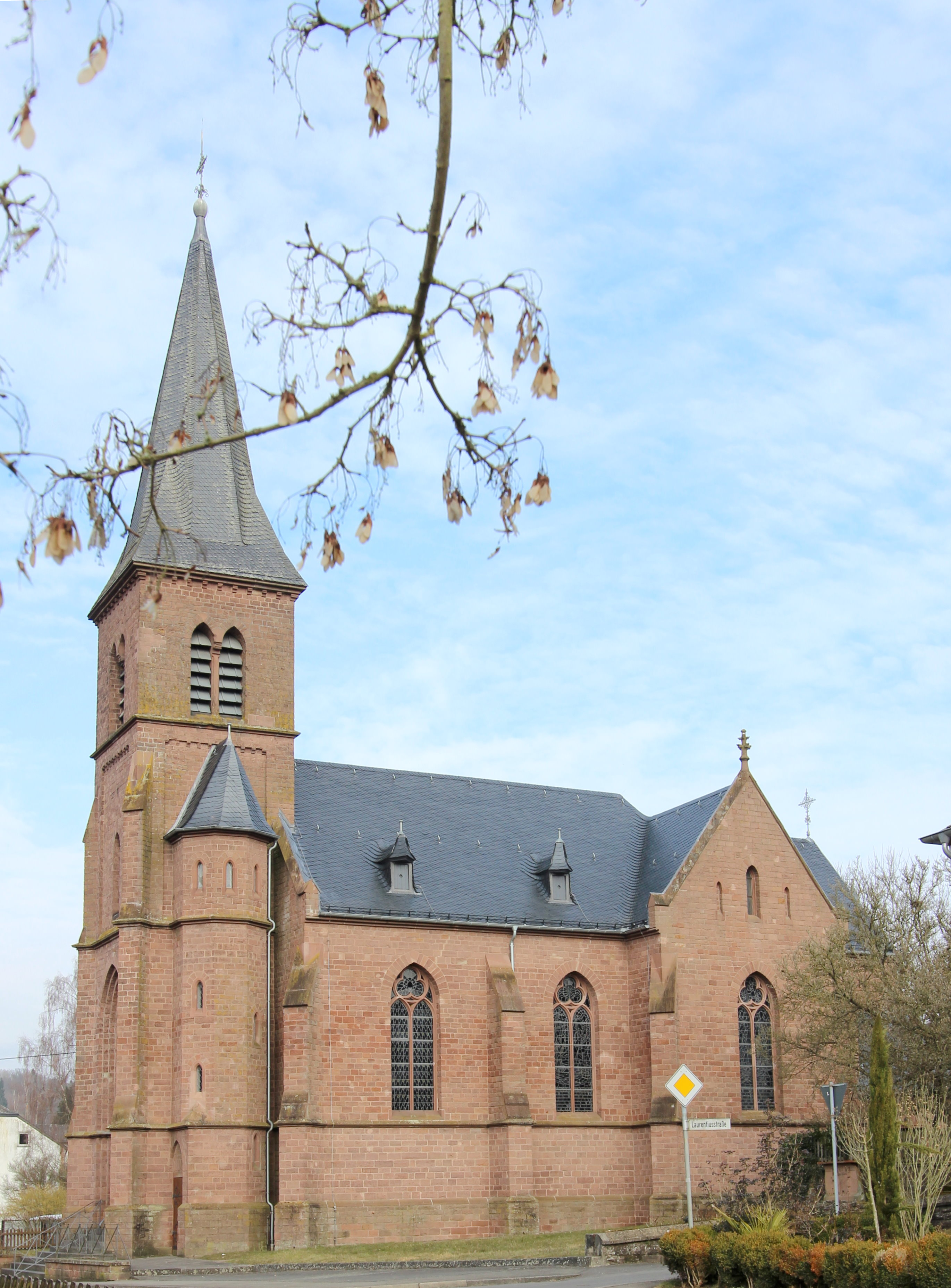
Kirche St. Laurentius

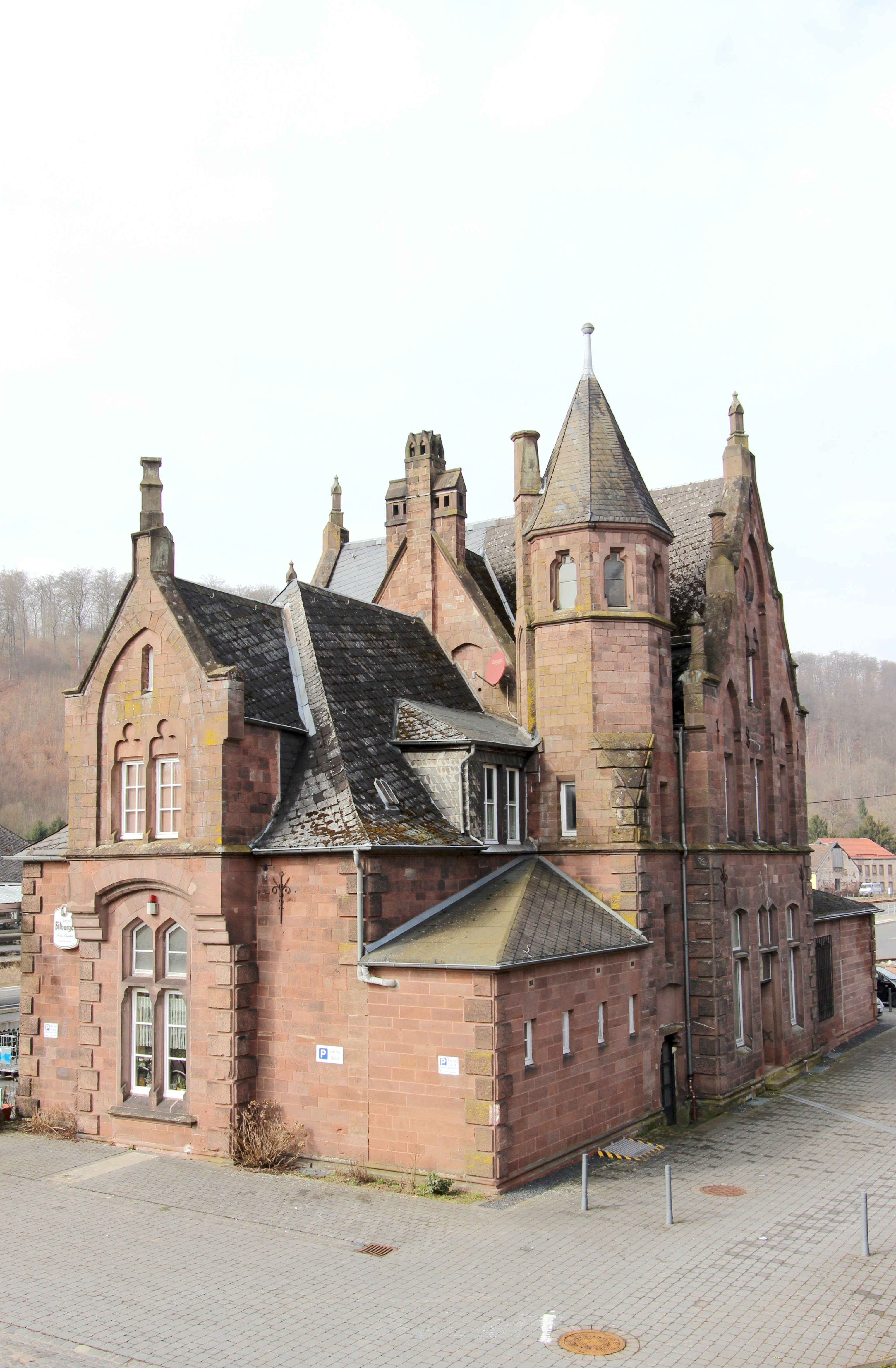
Bahnhof von 1871 in Erdorf

### Bauwerke
- Bahnhof Bitburg-Erdorf – aufwändiges Bauwerk im gotischen Stil von 1871
- Bahnhofsmeisterei – Sandsteinquaderbau von 1871
- Katholische Pfarrkirche St. Laurentius von 1897
- Der Ortskern ist Standort einiger historischer Wohnhäuser und alter Bauernhöfe.
- Über das Stadtteilgebiet sind mehrere Wegekreuze verteilt.
- Feldkapelle Maria-Hilf von 1872 ⊙
- Kreuzwegkapelle Maria-Hilf von 1868 ⊙
- Ehemalige Mühle von 1763 (Privatgrundstück)

Siehe auch: Liste der Kulturdenkmäler in Erdorf

### Grünflächen und Naherholung
- Wanderwege in und um Erdorf[17]
- Fahrradweg mit Anbindungen an den Kyll-Radweg und den Nimstal-Radweg[18]

### Regelmäßige Veranstaltungen
- Jährliches Kirmes- bzw. Kirchweihfest
- Traditionelles Ratschen oder Klappern am Karfreitag und Karsamstag
- Hüttenbrennen am ersten Wochenende nach Aschermittwoch (sogenannter Scheef-Sonntag)[19][20]

## Wirtschaft und Infrastruktur
Es existieren zwei Gaststätten und mehrere Handwerksbetriebe im Ort.

### Verkehr
Der Bahnhof Bitburg-Erdorf wird von den auf der an der Eifelstrecke zwischen Trier und Köln verkehrenden Zügen bedient. Er ist der einzige im regulären Personenverkehr betriebene Bahnhof in Bitburg.
Durch Erdorf verlaufen die Bundesstraße B 257 sowie die Kreisstraße K 57.

## Vereine und Verbände
Wichtige Träger kultureller Bräuche sind die Freiwillige Feuerwehr, der Musikverein und die Kirchengemeinde mit dem Cäcilia St. Laurentius Kirchenchor.